# Japanese Academy Award/Beste Nebendarstellerin
Seit der ersten Verleihung 1978 werden bei den Japanese Academy Awards die besten Schauspielerinnen in einer Nebenrolle in der Kategorie Beste Nebendarstellerin (japanisch 最優秀助演女優賞 sai yūshū joen joyū shō) geehrt.
Die Filme sind nach dem Jahr der Verleihung aufgeführt.

## Preisträger und Nominierte

### 1978–1979
| Jahr | Preisträger   | für den Film                | Nominierungen |
| 1978 | Kaori Momoi   | Shiawase no kiiroi hankachi | Nobuko Otowa für Aus dem Leben Chikuzans Tomoko Naraoka für Melodie in Grau Ayumi Ishida für Seishun no mon: Jiritsu hen Shinobu Ōtake für Seishun no mon: Jiritsu hen und Otoko wa tsurai yo: Torajiro gambare! |
| 1979 | Shinobu Ōtake | Seishoku no ishibumi        | Kazuko Yoshiyuki für Im Reich der Leidenschaft Junko Miyashita für Dainamaito dondon und Kumokiri nizaemon Sachiko Hidari für Sonezaki shinju Kyōko Kagawa für Tsubasa wa kokoro ni tsukete                      |

### 1980–1989
| Jahr | Preisträger     | für den Film                                                   | Nominierungen |
| 1980 | Mayumi Ogawa    | Fukushū suruwa wareniari und Haitatsu sarenai santsu no tegami | Mieko Harada für Ah! Nomugi toge und Sono go no jingi naki tatakai Chikako Yuri für Ah! Nomugi toge und Ore-tachi no kokyogaku Mitsuko Baisho für Fukushū suruwa wareniari Chieko Baisho für Otoko wa tsurai yo: Tonderu torajiro und Otoko wa tsurai yo: Torajiro haru no yume |
| 1981 | Michiyo Ōkusu   | Zigeunerweisen                                                 | Masako Natsume für 203 kochi Ryoko Nakano für Furueru shita und Haru kanaru sōro Yoko Agi für Shiki Natsuko Meiko Kaji für Warui yatsura |
| 1982 | Yūko Tanaka     | Hokusai manga und Der Dieb und die Geisha                      | Kayoko Kishimoto für Akuryo-To Mariko Kaga für Schmutziger Fluß, Kageroza und Rabureta Ayumi Ishida für Eki Station Setsuko Karasuma für Eki Station |
| 1983 | Rumiko Koyanagi | Yūkai hōdō                                                     | Mariko Kaga für Daiamondo wa kizutsukanai und Dōtonborigawa Kumiko Akiyoshi für Saraba itoshiki daichi, Yūkai hōdō, Seiha und Kyōdan Miyako Yamaguchi für Saraba itoshiki daichi Kie Nakai für Seiha und Ah! Nomugi toge – Shinryokuhen                                         |
| 1984 | Atsuko Asano    | Yokiro und Yogoreta eiyū                                       | Yukiyo Toake für Gyoei no mure und Kono ko wo nokoshite Tokiko Kato für Izakaya Chōji Saori Yuki für Kazoku gēmu Mitsuko Baisho für Yokiro und Die Ballade von Narayama |
| 1985 | Kin Sugai       | Beerdigungszeremonie                                           | Mari Natsuki für Kita no hotaru und Die Legende von den acht Samurai Shinobu Ōtake für Mahjong hōrōki Reiko Ohara für Ohan Etsuko Shihomi für Shanhai bansukingu und Kotaro makari-toru!                                                                                        |
| 1986 | Yoshiko Mita    | W no higeki und Haru no kane                                   | Yumiko Fujita für Seburi monogatari und Sabishinbou Mariko Fuji für Usugesho Yūko Tanaka für Yasha und Kapone oi ni naku Kirin Kiki für Yumechiyo nikki |
| 1987 | Mieko Harada    | Kataku no hito, Kokushi muso und Persian blue no shōzō         | Rino Katase für Gokudō no onna-tachi Shinobu Ōtake für Hakō kirameku hate Jun Miho für Das Mädchen im Atelier und Otoko wa tsurai yo: Shibamata yori ai wo komete Misako Konno für Shin yorokobimo kanashimimo ikutoshitsuki und Shimaizaka                                     |
| 1988 | Rino Katase     | Yoshiwara enjo und Gokudo no onna-tachi 2                      | Junko Sakurada für Der Bärenfänger Pinko Izumi für Jirō monogatari Keiko Awaji für Otoko wa tsurai yo: Shiretoko bojo Kumiko Akiyoshi für Yogisha |
| 1989 | Eri Ishida      | Arashi ga oka, Hana no ran und Hoffnung und Schmerz            | Kimiko Ikegami für Hana no ran Kumiko Akiyoshi für Ijintachi tono natsu und Otoko wa tsurai yo: Torajiro monogatari Kirin Kiki für Tsuru und Kyōshū Yūko Natori für Yojo no jidai, Ijintachi tono natsu und Nikutai no mon                                                      |

### 1990–1999
| Jahr | Preisträger     | für den Film                                                            | Nominierungen |
| 1990 | Etsuko Ichihara | Schwarzer Regen                                                         | Nobuko Miyamoto für A un Yasuko Tomita für A un Junko Sakurada für Hana no furu gogo Hideko Yoshida für Shaso |
| 1991 | Eri Ishida      | Tsuribaka nisshi 2, Tobu yume wo shibaraku minai und Tsuribaka nisshi 3 | Mayumi Ogawa für Isan sōzoku, Haruka naru koshien und Shiroi te Kumiko Goto für Otoko wa tsurai yo: Boku no ojisan und Otoko wa tsurai yo: Torajiro no kyuujitsu Mieko Harada für Shikibu monogatari, Akira Kurosawas Träume und Tsuribaka nisshi 2 Kyōko Kagawa für Shibiku monogatari |
| 1992 | Emi Wakui       | Liebe braucht keine Worte und Shushoku sensen ijonashi                  | Keiko Oginome für Kagerō Jun Fubuki für Muno no hito Kirin Kiki für Sensō to seishun und Daiyukai Yūki Matsushita für Shin dosei jidai |
| 1993 | Miwako Fujitani | Onna goroshi abura no jigoku und Netorare Sosuke                        | Keiko Oginome für Das Action-Massaker Rino Katase für Kantsubaki Misa Shimizu für Lust auf Sumo Riho Makise für Toki rakujitsu |
| 1994 | Kyōko Kagawa    | Madadayo                                                                | Keiko Takeshita für Gakko Nae Yūki für Gakko Fumi Dan für Waga ai no uta – Taki Rentaro monogatari Kirin Kiki für Yume no onna |
| 1995 | Shigeru Muroi   | Izakaya yurei                                                           | Kyoka Suzuki für 119 Keiko Oginome für Chushingura gaiden yotsuya kaidan Eriko Watanabe für Chushingura gaiden yotsuya kaidan Keiko Saitō für Shinonomerō onna no ran |
| 1996 | Nobuko Otowa    | Gogo no Yuigon-jo                                                       | Shinobu Nakayama für Gamera daikaijū kuchu kessen Mayu Tsuruta für Kike wadatsumi no koe Last Friends Sae Isshiki für Kura Yūko Natori für Mākusu no yama |
| 1997 | Eriko Watanabe  | Shall we dance?                                                         | Reiko Kusamura für Shall we dance? Ayumi Ito für Swallowtail Yuriko Hoshi für Waga kokoro no ginga tetsudo: Miyazawa Kenji monogatari Maki Mizuno für Waga kokoro no ginga tetsudo: Miyazawa Kenji monogatari                                                                           |
| 1998 | Mitsuko Baisho  | Der Aal                                                                 | Keiko Toda für Radio-Zeit Tomoko Hoshino für Shitsurakuen Etsuko Ichihara für Der Aal Miki Sakai für Yukai |
| 1999 | Kumiko Aso      | Dr. Akagi                                                               | Maho Nonami für Ai o kou hito Tomomi Sato für Diary of Early Winter Shower Kimiko Yo für Gakko III Eri Fukatsu für Odoru daisosasen |

### 2000–2009
| Jahr | Preisträger        | für den Film                     | Nominierungen |
| 2000 | Kayoko Kishimoto   | Kikujiros Sommer                 | Kayoko Kishimoto für Himitsu Mayumi Wakamura für Kin'yū fushoku rettō: Jubaku Junko Fuji für Omocha Ryōko Hirosue für Poppoya                                                                 |
| 2001 | Mieko Harada       | Nach dem Regen                   | Rei Asami für 15-sai: Gakko IV Mieko Harada für Hatsukoi Michiyo Ōkusu für Kao Reiko Takashima für Nagasaki burabura bushi                                                                    |
| 2002 | Kou Shibasaki      | Go                               | Shinobu Ōtake für Go Tomoko Naraoka für Hotaru Kyōko Koizumi für Onmyōji Yuki Amami für Sennen no koi: Hikaru Genji monogatari                                                                |
| 2003 | Tanie Kitabayashi  | Amida-do dayori                  | Mitsuko Baisho für Out Mari Natsuki für Ping Pong Kirin Kiki für Returner – Kampf um die Zukunft Keiko Kishi für Samurai in der Dämmerung                                                     |
| 2004 | Eri Fukatsu        | Ashura no gotoku                 | Kaoru Yachigusa für Ashura no gotoku Miki Nakatani für Der letzte Feldzug der Samurai Eri Fukatsu für Odoru daisosasen 2 Michiyo Ookusu für Zatoichi – Der blinde Samurai                     |
| 2005 | Masami Nagasawa    | Sekai no chūshin de, ai o sakebu | Tomoko Tabata für Blood & Bones YOU für Nobody Knows Kirin Kiki für Hanochi Anna Tsuchiya für Shimotsuma monogatari                                                                           |
| 2006 | Hiroko Yakushimaru | Always san-chōme no yūhi         | Michiyo Ōkusu für Haru no yuki Yuriko Ishida für Kita no zeronen Satomi Ishihara für Kita no zeronen Shinobu Terajima für Tokyo Tower                                                         |
| 2007 | Sumiko Fuji        | Hula Girls                       | Yū Aoi für Otoko-tachi no yamato Yū Aoi für Hula Girls Masako Motai für Kamome shokudo Kaori Momoi für Love and Honor – Bushi no ichibun                                                      |
| 2008 | Masako Motai       | Soredemo boku wa yattenai        | Maki Horikita für Always zoku san-chōme no yūhi Hiroko Yakushimaru für Always zoku san-chōme no yūhi Nobuko Miyamoto für Bizan Takako Matsu für Tōkyo Tower – Okan to boku to, tokidoki, oton |
| 2009 | Kimiko Yo          | Nokan – Die Kunst des Ausklangs  | Kirin Kiki für Aruitemo aruitemo Yasuko Matsuyuki für Detoroito Metaru Shiti Rei Dan für Kâbê Yasuko Matsuyuki für Yôgisha X no Kenshin                                                       |

### 2010–2012
| Jahr | Preisträger     | für den Film           | Nominierungen |
| 2010 | Kimiko Yo       | Dear Doctor            | Kyoka Suzuki für Shizumanu taiyô Shigeru Muroi für Viyon no tsuma Tae Kimura für Zero no shôten Miki Nakatani für Zero no shôten                             |
| 2011 | Kirin Kiki      | Akunin                 | Hikari Mitsushima für Akunin Yû Aoi für Otôto Yoshino Kimura für Geständnisse Yui Natsukawa für Kokô no mesu                                                 |
| 2012 | Hiromi Nagasaku | Yôkame no semi         | Eiko Koike für Yôkame no semi Kumiko Asô für Moteki Hikari Mitsushima für Ichimei Nobuko Miyamoto für Hankyu densha                                          |
| 2013 | Kirin Kiki      | Waga Haha no Ki        | Tamiyo Kusakari für Tsui no Shintaku Erika Sawajiri für Helter Skelter Takako Matsu für Yume Uru Futari Sayuri Yoshinaga für Kita no Kanaria Tachi           |
| 2014 | Yōko Maki       | Soshite Chichi ni Naru | Yū Aoi für Tokyo Kazoku Machiko Ono für Tantei wa Bar ni Iru 2 Susukino Dai Kōsaten Miki Nakatani für Rikyū ni Tazuneyo Kimiko Yo für Bushi no Kondate       |
| 2015 | Haru Kuroki     | Chīsai Ouchi           | Yūko Ōshima für Kami no Tsuki Satomi Kobayashi für Kami no Tsuki Yūko Takeuchi für Fushigi na Misaki no Monogatari Sumiko Fuji für Maiko wa Lady             |
| 2016 | Haru Kuroki     | Haha to Kuraseba       | Kaho für Unsere kleine Schwester Masami Nagasawa für Unsere kleine Schwester Hikari Mitsushima für Kakekomi Onnna to Kakedashi Otoko Yō Yoshida für Biri Gal |